# Parafia św. Andrzeja Apostoła w Gilowicach
Parafia św. Andrzeja Apostoła w Gilowicach – parafia rzymskokatolicka znajdująca się w Gilowicach, w dekanatu Żywiec diecezji bielsko-żywieckiej.
Została wzmiankowana w spisie świętopietrza parafii dekanatu Oświęcim diecezji krakowskiej z 1326 pod dwiema nazwami Gigersdorf seu [lub] Gerowicz, a jej pierwszym proboszczem był niejaki Rodulphus. Następnie w kolejnych spisach świętopietrza z 1335 jako Girovicz i lat 1346–1358 pod nazwami Gironicz, Girovicz i Gyrovicz. Parafia ta uległa likwidacji w XVI wieku, a miejscowość przyłączona została do parafii w Rychwałdzie. Została ponownie erygowana w 1925.